# Алеманно, Йоханан
Йоханан Алеманно (также Иоханан Аллемано и Алемано; итал. Yohanan Alemanno; ок.1435 — после 1504) — итальянский философ и каббалист; учитель Пико делла Мирандолы. Автор сочинения «Наслаждение Соломона» (ок.1485).

## Биография
Его отец, Исаак из Парижа, принадлежал к учёной семье Мататия из Парижа и прозывался «Ашкенази» (германец), по-итальянски — «Алеманно».
Жил первоначально в Константинополе. Научная и литературная деятельность Алеманно носит на себе ашкеназийский отпечаток. Отличаясь выдающимся умом и большими познаниями в древнегреческой и арабской философии, он тем не менее был приверженцем учения каббалы, привнесённого им в новый духовный центр еврейства, складывавшийся в Турции со второй половины XV века.
Из Константинополя он переселился в Италию и некоторое время жил в доме Иехиеля из Пизы в качестве учителя его сыновей. В это время Алеманно сблизился с известным итальянским гуманистом Пико делла Мирандола, которого, как полагают, он обучал еврейскому языку и каббале.

## Труды
На 50-м году жизни (ок.1485) Алеманно написал свое главное литературное произведение — «Наслаждение Соломона» (Ḥēsheq Shelōmōh), которое содержит в форме комментария к «Песни Песней Соломона» массу философско-мистических рассуждений, обнаруживающих в авторе знакомство с соответствующей средневековой литературой. Из сочинения издано только обширное предисловие, под заглавием «Sefer sha`ar ha-heshek» (Ливорно, 1790). В нём автор классифицирует все науки и старается доказать, что все они были вполне известны царю Соломону, которого Алеманно ставит выше Платона и Аристотеля. Манускрипт всей книги находился в руках известного исследователя И. С. Реджио в Италии.
Другое сочинение Аллемано, «‛Ēnē ha-'Ēdāh», содержит (как видно из указанного предисловия) мистическое или теософическое объяснение библейского рассказа о сотворении мира и имеет сходство с «Гептапл, или о семи подходах к толкованию шести дней творения» (1489) — сочинением Пико делла Мирандолы о космогонии. Тут Алеманно, подобно Пико, вначале говорит о явном смысле рассказов (nigla), затем о сокровенном их смысле (nistor), наконец, об их согласовании между собой. Книга эта, цитируемая в выназванном предисловии, не издавалась.
Также оставались неопубликованными его сочинения:
- «Вечная жизнь» (Ḥay hā-‛Ōlāmīm) o загробной жизни (цитируется в том же предисловии),
- «Ze Kol ha-Adam» — о человеке как о самом главном создании,
- «LiḲḲutim» — летучие заметки, мысли, афоризмы и т. п.